# José Rodríguez (Judoka)
José Rafael Rodríguez Carbonell (* 28. März 1959) ist ein ehemaliger kubanischer Judoka. Er gewann 1980 eine olympische Silbermedaille.
Der 1,61 m große Rodríguez trat während seiner ganzen Karriere im Superleichtgewicht an. In dieser Gewichtsklasse war er von 1977 bis 1980 und von 1982 bis 1987 kubanischer Meister.
Rodríguez gewann bei den Olympischen Spielen 1980 in Moskau seine ersten vier Kämpfe durch Ippon und unterlag dann im Finale dem Franzosen Thierry Rey durch eine Koka-Wertung. Im August 1983 siegte er im Finale der Panamerikanischen Spiele gegen Luiz Shinohara aus Brasilien. Bei den Weltmeisterschaften in Moskau zwei Monate später gewann er drei Kämpfe und verlor gegen den Ungarn Tamás Bujkó und den Japaner Ken’ichi Haraguchi, am Ende belegte Rodríguez den fünften Platz. 1984 unterlag er im Finale der Panamerikanischen Meisterschaften gegen Luiz Shinohara. Bei den Panamerikanischen Spielen 1987 gewann der Kubaner noch einmal eine Bronzemedaille.